# Francesc Rodríguez Rossa
Francesc Rodríguez Rossa, homme politique andorran, né le 11 août 1957. Il est membre du Parti social-démocrate (Andorre). Il est actuellement membre du conseil general.